# Ebanie Bridges
Ebanie Bridges est une boxeuse professionnelle australienne née le 22 septembre 1986. Elle a remporté le titre IBF des poids coqs en 2022. En tant que boxeuse amateur, Bridges avait précédemment participé à l'épreuve féminine des poids coqs des Australasian Golden Gloves en 2016 et en 2017, et y avait remporté la médaille d'or. Elle a été surnommée la « Blonde Bomber » en raison de sa couleur de cheveux et de son entraîneur Arnel « Bomber » Barotillo.

## Biographie
Bridges est née le 22 septembre 1986 et a grandi dans la banlieue de Toongabbie, dans le Grand Ouest de Sydney, le plus jeune enfant de trois enfants. Elle est la plus jeune des jumeaux de six minutes et la seule fille de sa famille. À l'âge de cinq ans, les parents de Bridges l'ont initiée au karaté, qu'elle a pratiqué jusqu'à l'âge de treize ans. Peu de temps après, elle se forme au Kickboxing et au Muay Thai au lycée Dixon. Elle a ensuite découvert le culturisme compétitif – sous la tutelle d’Arina Manta – dans lequel elle a concouru pendant huit ans et remporté de nombreux titres régionaux et nationaux,. Elle a parlé de son adolescence difficile, mais avec l'aide de ses parents, elle a surmonté les difficultés : « À 18 ans, j'ai décidé que je devais changer de vie,. En grandissant, Bridges admirait Kostya Tszyu, Anthony Mundine, Oscar De La Hoya et Roy Jones Jr.

## Carrière amateur
Bridges a accumulé un record amateur de 26-4 de 2016 à 2018, au cours duquel elle a remporté les titres nationaux des Golden Gloves 2016 et 2017, ainsi que les titres de champion d'État des poids coqs,. Elle a également participé au tournoi de sélection féminine australienne à Perth, cependant, elle a été battue par Antonia Kay en quarts de finale via une décision par points 4 : 1.

## Carrière professionnelle
Le 24 novembre 2018, Bridges devait affronter le combattant thaïlandais Rungnapha Kaewrachang dans un concours de poids coq au Wollongong Fraternity Club, cependant, le combat a été annulé en raison de problèmes d'autorisation de combat de Kaewrachang. Bridges a plutôt combattu Bianca Elmir dans un combat d'exhibition, bien que cela n'ait pas été reconnu comme un combat professionnel. Bridges a fait ses débuts professionnels le 8 février 2019 au Pavillon Hordern à Sydney, en introduction du match de Tim Tszyu contre Denton Vassell contre la philippine Mahiecka Pareno (2-1-0), que Bridges a vaincu à la majorité, bien qu'elle a dû se relever des cordes au premier tour. Au cours de son combat avec Pareno, il a été révélé plus tard que Bridges s'était cassé la cheville mais avait continué le combat.
Le 12 octobre 2019, Bridges a battu Laura Woods via TKO au troisième round, puis le mois suivant, elle a battu Kanittha Ninthim via TKO au deuxième round.
En février 2020, Bridges a signé un contrat promotionnel avec Split-T Management. Elle a fait ses débuts aux États-Unis le 8 février 2020, remportant une décision unanime en six rounds contre Crystal Hoy au Hammond Civic Center à Hammond, Indiana,, avec les juges Jerry Jakubco, Nathan Palmer et Skylar Slay estimant le combat à 60-54 en faveur de Bridges. En novembre 2020, après sa défaite contre Jorgelina Guanini, Rachel Ball avait fait connaître son intention d'affronter Bridges pour le titre vacant des poids coq WBA qu'elle avait initialement espéré disputer contre Guanini,.
Le 13 mars 2021, Bridges a affronté Carol Earl pour le titre vacant des super-coq de la Fédération nationale australienne de boxe au Bankstown City Paceway à Sydney, dans lequel Bridges a obtenu une décision unanime avec Ian Batty, Wayne Douglas et Kevin Hogan estimant le combat à 80–72, 80-72 et 79-73 en faveur de Bridges,.

### Titre WBA des poids coq féminins
Le 14 mars, il a été confirmé que Bridges affronterait Shannon Courtenay dans une confrontation pour le titre mondial des poids coq, pour le titre vacant des poids coq féminins WBA,, comme introduction au match de Conor Benn pour son titre continental WBA contre Samuel Vargas à la Copper Box Arena le 10 avril,. On espérait initialement que Courtenay combattrait Rachel Ball, cependant, alors que Ball se remettait du coronavirus, Bridges fut son remplacement tardif.
Après avoir subi sa première défaite professionnelle contre Courtenay, Bridges a  affronté Bec Connolly le 7 août 2021. Elle a fait KO sur Connolly deux fois à mi-parcours du deuxième tour, avant que l'arbitre Kieran McCann n'arrête le combat. Bridges a ensuite affronté Mailys Gangloff le 4 septembre 2021. Elle a remporté le combat de justesse aux points, avec un tableau de 77-76.

### Titre IBF des poids coq féminins
Bridges a défié la championne en titre des poids coq de l'IBF, María Cecilia Román, dans ce qui était la défense du huitième titre de Román. Le combat a eu lieu à la First Direct Arena de Leeds, en Angleterre, le 26 mars 2022, en introduction au combat pour le titre poids plume de Kiko Martinez et Josh Warrington. Bridges a remporté le combat par décision unanime. Deux des juges ont marqué le combat 97-93 en sa faveur, tandis que le troisième juge lui a attribué les dix rounds du combat.
Le 10 décembre 2022 à Leeds, en Angleterre, Bridges a réussi la première défense réussie de son titre IBF des poids coq par TKO au 8e tour contre Shannon O'Connell.
Le 9 décembre 2023 à San Francisco, en Californie, Bridges devait défendre son titre IBF des poids coq contre Avril Mathie pour la deuxième fois.

## Vie privée
Elle est professeur de mathématiques qualifiée à l'Airds High School , et vit à Dural, en Nouvelle-Galles du Sud. Alors qu'elle étudiait pour devenir professeur de mathématiques, elle a effectué un stage à l'école secondaire Mount Annan. Alors qu'elle s'entraînait comme boxeuse amateur, Bridges a obtenu un baccalauréat en mathématiques avec une mineure en éducation physique à l'Université Western Sydney, suivi d'une maîtrise en enseignement, au cours de laquelle elle a obtenu son diplôme en tête de sa classe. Bridges parle trois langues : anglais, portugais et espagnol. Elle a une ceinture noire de karaté.
Bridges a participé à la quatrième saison de SAS Australia, éliminée dans l'épisode 11. Elle  est supporter de Leeds United et est le formateur de l'influenceuse OnlyFans Elle Brooke.

## Combats
| 10 combats      | 9 victoires | 1 défaites |
| Avant la limite | 4           | 0          |
| Sur décision    | 5           | 1          |

| Décision possible : KO • TKO (KO technique) • UD (décision aux points unanime) • MD (décision aux points majoritaire) • SD (décision aux points partagée) • D (match nul) • NC (sans décision) • RTD (abandon) |        |                     |      |         |                  |           |                                                |
| Résultat | Record | Adversaire          | Type | Round   | Date             | Lieu      | Notes                                          |
| Victoire | 9-1    | Shannon O'Connell   | TKO  | 8 (10)  | 10 décembre 2022 | Leeds     | Conserve le titre IBF des poids coqs           |
| Victoire | 8-1    | María Cecilia Román | UD   | 10 (10) | 26 mars 2022     | Leeds     | Remporte le titre IBF des poids coqs           |
| Victoire | 7-1    | Mailys Gangloff     | UD   | 8 (8)   | 4 septembre 2021 | Leeds     |                                                |
| Victoire | 6-1    | Bec Connolly        | TKO  | 3 (8)   | 7 août 2021      | Brentwood |                                                |
| Défaite | 5-1    | Shannon Courtenay   | UD   | 10 (10) | 10 avril 2021    | Londres   | Combat pour le titre WBA vacant des poids coqs |
| Victoire | 5-0    | Carol Earl          | UD   | 8 (8)   | 13 mars 2021     | Sydney    |                                                |
| Victoire | 4-0    | Crystal Hoy         | UD   | 6 (6)   | 8 février 2020   | Hammond   |                                                |
| Victoire | 3-0    | Kanittha Ninthim    | TKO  | 2 (4)   | 30 novembre 2019 | Brisbane  |                                                |
| Victoire | 2-0    | Laura Woods         | TKO  | 3 (4)   | 12 octobre 2019  | Sydney    |                                                |
| Victoire | 1-0    | Mahiecka Pareno     | MD   | 3 (3)   | 8 février 2019   | Sydney    |                                                |

## Voir également
- Liste des champions du monde féminins IBF
- Liste des champions du monde féminins actuels de boxe